# Frassinello Monferrato
Frassinello Monferrato é uma comuna italiana da região do Piemonte, província de Alexandria, com cerca de 562 habitantes. Estende-se por uma área de 8 km², tendo uma densidade populacional de 70 hab/km². Faz fronteira com Camagna Monferrato, Cella Monte, Olivola, Ottiglio, Rosignano Monferrato, Vignale Monferrato.

## Demografia
| Variação demográfica do município entre 1861 e 2011                               |
|                                                                                   |
| Fonte: Istituto Nazionale di Statistica (ISTAT) - Elaboração gráfica da Wikipedia |